# Schiuma ignifuga
La schiuma ignifuga è una schiuma in resina melamminica fonoassorbente e termoisolante con alta resistenza al fuoco.
Essa è una speciale schiuma poliuretanica ed è ultra flessibile ed estremamente leggera. Si trova in commercio in apposite bombolette spray alla forma liquida, ma nel giro di 2-3 ore dal suo utilizzo si solidifica e aumenta di volume .
Grazie all'alta quota di azoto presente nel suo componente di base (la resina melamminica) risulta scarsamente infiammabile. Al contatto con la fiamma, la schiuma non si scioglie né gocciola né forma brace, ma semplicemente si carbonizza formando una lieve quantità di fumo. 
Viene impiegata per l'isolamento termico e acustico di edifici, pareti di treni, sistemi di ventilazione e recentemente anche per i satelliti artificiali nello spazio.